# Vetenskapsåret 1797

## Händelser
- Louis Vauquelin upptäcker grundämnet beryllium i mineralet beryll.

## Pristagare
- Copleymedaljen: ej utdelad

## Födda
- 14 januari - Wilhelm Beer (död 1850), tysk astronom.
- 29 mars - Immanuel Ilmoni (död 1856), finländsk läkare.
- 30 maj - Carl Friedrich Naumann (död 1873), tysk mineralog och geolog.
- 14 juli - James Scott Bowerbank (död 1877), brittisk paleontolog.
- 14 november - Charles Lyell (död 1875), brittisk geolog.
- 17 december - Joseph Henry (död 1878), amerikansk fysiker och ingenjör.

## Avlidna
- 26 mars - James Hutton (född 1726), skotsk geolog.
- okänt datum - Christina Roccati (född 1732), italiensk fysiker.
- Wang Zhenyi (född 1768), kinesisk astronom.